# Trefaldighetskyrkan, Örebro
Trefaldighetskyrkan i Örebro ligger vid Svartån, med adress Södra Strandgatan 3. Kyrkan och församlingen var tidigare en del av Metodistkyrkan i Sverige, och grundades år 1869 som en av de första metodistförsamlingarna i Sverige. Numera är församlingen en del av Equmeniakyrkan, där församlingar från Svenska Metodistkyrkan, Svenska Missionsförbundet och Svenska Baptistsamfundet ingår.

## Byggnaden
Då församlingens första möteslokaler vid Nygatan blivit för små, beslutades det om att uppföra en ny kyrka. Ritningarna utfördes av örebroarkitekten Vilhelm Renhult. Kyrkan byggdes under åren 1908–1909 vid den då nyanlagda Södra Strandgatan. Den invigdes den 12 december 1909. Byggnaden har en nygotisk fasad med höga gavlar och branta sadeltak. Tudorstilen finns representerad i formen på portar och fönster. Även kyrkorummet präglas av engelsk tudor och sengotik. Här finns sex blyinfattade fönster med växtmotiv och tre takkronor samt vägglampetter i jugendstil. Trefaldighetskyrkan byggnadsminnesförklarades år 2009.
Eftersom församlingen år 2015 endast bestod av 40 medlemmar, varav 15 aktiva, beslöt man sig för att sälja kyrkbyggnaden. Den köptes av örebroföretagaren Lars Alm, som tog över byggnaden den 1 januari 2016. Från och med hösten 2016 hyr Örebro kommuns Kulturskola bottenvåningen i kyrkan, bland annat för konsertproduktioner.
Den stora kyrksalen, som tar 750 personer, hålls stängd bland annat på grund av brist på utrymningsvägar.

## Jussi Björling
Tenoren, blivande hovsångaren Jussi Björling gjorde sitt allra första framträdande som 4-åring i Trefaldighetskyrkan. Det var den 12 december 1915, och Jussi turnerade i Sverige tillsammans med sin far och sina två bröder under namnet Björlingska kvartetten. Jussi Björling gav ytterligare sju konserter i Trefaldighetskyrkan, nämligen den 25 november och den 2 december 1917; den 23 mars, 12 maj och 10 november 1918; den 20 april 1919; samt den 30 september 1922.

### Fotnoter
1. 1 2  ”Nerikes Allehanda den 14 december 2015”. Arkiverad från originalet den 17 december 2015. https://web.archive.org/web/20151217053330/http://na.se/nyheter/orebro/1.3364189-han-koper-gammal-kyrka. Läst 16 december 2015.
2. ↑  http://www.na.se/kultur/kulturskolan-ska-hyra-trefaldighetskyrkan Arkiverad 9 januari 2017 hämtat från the Wayback Machine. Nerikes Allehanda 16/8 2016